# The Best of La Bouche
The Best of La Bouche är ett samlingsalbum av La Bouche släppt den 29 april 2002. Detta var efter att sångerskan Melanie Thornton hade omkommit i en flygolycka.

## Låtlista
1. Sweet Dreams
2. Be My Lover
3. In Your Life
4. Love How You Love Me
5. Makin' Oooh Oooh
6. Take Me 2 Heaven 2 Night
7. Fallin' In Love
8. Wonderful Dream
9. Bolingo
10. Unexpected Lovers
11. A Moment Of Love
12. Heartbeat
13. Shoo Bee Do Bee Do
14. Where Do You Go
15. Do You Still Need Me
16. Forget Me Nots
17. SOS
18. Whenever You Want
19. (Ready To Fly) No Tears
20. You Won't Forget Me
21. Video "Sweet Dreams"